# Will the Wolf Survive
Will the Wolf Survive è il cinquantunesimo album di Waylon Jennings, pubblicato dalla MCA Records nel marzo del 1986.

## Tracce
Lato A
1. Will the Wolf Survive – 3:07 (David Hidalgo, Louie Pérez)
2. They Ain't Got 'Em All – 2:43 (John Scott Sherrill)
3. Working Without a Net – 2:40 (Don Cook, John Barlow, Gary Nicholson)
4. Where Does Love Go – 2:15 (Steve Bogard, Rick Giles)
5. That Dog Won't Hunt – 2:55 (John Schweers, Roger Murrah)

Lato B
1. What You'll Do When I'm Gone – 2:55 (Larry Butler)
2. Suddenly Single – 2:44 (Max D. Barnes, Troy Seals)
3. The Shadow of Your Distant Friend – 4:01 (Roger Murrah, Steve Dean)
4. I've Got Me a Woman – 2:44 (Paul Kennerley)
5. The Devil's Right Hand – 3:28 (Steve Earle)

## Musicisti
- Waylon Jennings - voce, chitarra
- Billy Joe Walker Jr. - chitarra acustica, chitarra elettrica
- Gary Scruggs - chitarra acustica, armonica, chitarra elettrica 12 corde
- Richard Bennett - chitarra acustica, chitarra elettrica
- Reggie Young - chitarra elettrica
- Mark O'Connor - mandolino
- John Jarvis - pianoforte, sintetizzatore-DX7
- Hollis Halford - sintetizzatore-synclavier
- Matt Morse - sintetizzatore-synclavier
- David Innis - sintetizzatore
- Jerry Bridges - basso
- Matt Betton - batteria[1]